# إيكو هاياشي
إيكو هاياشي (باليابانية: 林愛子؛ بالكانا: はやし あいこ) هي سباحة متزامنة يابانية، ولدت في 17 نوفمبر 1993 في أوساكا في اليابان.

## روابط خارجية
- إيكو هاياشي على موقع الاتحاد الدولي للسباحة (الإنجليزية)
- إيكو هاياشي على موقع اللجنة الأولمبية الدولية (الإنجليزية)
- إيكو هاياشي على موقع أوليمبيديا (الإنجليزية)